# ピアシティ万博記念公園
ピアシティ万博記念公園（ピアシティばんぱくきねんこうえん）は、茨城県つくば市島名福田坪土地区画整理地（香取台）にある複合型商業施設である。核テナントはカスミで、複数店舗集合型ショッピングセンターである。

## テナント
- Food Market KASUMI 万博記念公園駅前店 - 9:00～24:00
- ウエルシア つくば万博記念公園店 - 9:30～24:00
- ダイソー ピアシティ万博記念公園駅前店 - 10:00～20:00
- MiXMAXFACTORY ピアシティ万博記念公園店 - 9:00～20:00
- ふわっとランドリー
- 幸楽苑 万博記念公園店 - 11:00～26:00
- つくば万博歯科 - 10:00～14:00 16:00～20:00
- 美容室Sur

## 交通アクセス
- 首都圏新都市鉄道つくばエクスプレス万博記念公園駅下車徒歩1分